# Grad Ruffo
Grad Ruffo (Castello Ruffo di Scilla) je nekdanji kompleks gradu in trdnjave v italijanski občini Scilla v metropolitanskem mestu Reggio Calabria v Kalabriji.

## Lega
Kompleks je približno 72 m nad morjem na rtu Scilla, ki štrli v Mesinski preliv. Je približno 150 m severno od centra mesta in približno 20 km severovzhodno od Reggio di Calabria.

## Zgodovina
Zgodovina gradu sega v čas Magna Graecia. Zgradil naj bi ga tiran Anaksila, ki je umrl leta 476 pr. n. št., za zaščito pred piratskimi napadi. Trdnjavo, zgrajeno kot predstraža mesta Rhegion, je Dionizij I. Sirakuški iztrgal iz mesta in ga vrnil pod nadzor mesta Rhegion po približno 50 letih pod Timoleonom.
Prav tako je služil za obrambo Reggia pod Rimljani. V srednjem veku je padel pod bizantinski nadzor in bazilijci so ga uporabljali kot samostan, posvečen svetemu Pankraciju. V 11. stoletju je stavba prišla v last normanskega vladarja in vojvode Apulije in Kalabrije Roberta Guiscarda. Leta 1255 je bil kompleks razširjen v imenu Hohenstaufen Manfreda Sicilskega. V 13. stoletju je pripadel Karlu I. Anžujskemu.
Pod Aragonci je bil srednjeveški grad prilagojen in preoblikovan v renesančno trdnjavo v 15. stoletju, ko je bilo strelno orožje vse bolj razširjeno. Leta 1469 je ponovno zamenjal lastnika in padel v roke Gutierra De Nave, kastiljskega viteza z domnevno nemškimi koreninami. Leta 1533 so Ruffovi pridobili renesančno trdnjavo in leta 1620 tam postavili svojo rezidenco. Istočasno je bila v kleti nastanjena ječa, ki je slovela po mučenju. V začetku 18. stoletja je povsem izgubil vojaški pomen. Leta 1713 so ga med vojno za špansko nasledstvo zasedle habsburške čete. Po dunajskem miru leta 1738 je pripadlo burbonski kraljevini dveh Sicilij. Prva moderna utrdbena dela so potekala od 1770 do 1772.
Med potresom v Kalabriji leta 1783 je bil prizadet tudi Castello Ruffo di Scilla in ječe so bile nato zaprte. Po koncu Partenopejske republike leta 1799 so kompleks zasedle Napoleonove čete. V začetku 19. stoletja so se v koalicijskih vojnah večkrat izmenjevali kot lastniki Francozi in Angleži. Potem ko so jo Francozi leta 1806 pod vodstvom generala Louisa de Partouneauxa začasno zavzeli v posest, so ga lahko Francozi februarja 1808 znova zavzeli. Potem ko je bila stavba med prejšnjimi obleganji precej poškodovana zaradi topniškega ognja, so med leti 1811 in 1813 potekala obnovitvena dela, ki so oblikovala današnjo podobo trdnjave. Predvsem po udaru strele v smodnišnico leta 1812, v katerem je bilo poslopje hudo poškodovano in dva častnika ubita, je bila prvotna struktura objekta bistveno spremenjena. Po koncu napoleonske dobe je od prejšnje stavbe ostalo le malo.
Med »procesijo tisočev« je bil leta 1860 kompleks brez odpora predan prostovoljcem Giuseppeja Garibaldija. Po predaji naj bi Garibaldi sam izobesil trobojnico na trdnjavo.
Med potresom v Messini leta 1908 so bili starejši deli stavbe, ki so še obstajali, v veliki meri uničeni, tako da od Ruffove nekdanje rezidence ni ostalo nič. Leta 1913 so na severnem robu skalnatega vrha zgradili majhen svetilnik, ki ga še vedno upravlja italijanska mornarica. Do druge svetovne vojne je trdnjavo med drugim uporabljalo italijansko obalno topništvo. Konec 20. stoletja je v stavbah nekdanje trdnjave nastal mladinski hotel. Po obsežnih restavratorskih delih se od takrat med drugim uporablja za razstave in konference.
- Scilla, z rtom in na levi Castello Ruffo di Scilla
- Zahodna stran
- Ruffov grb s spominskim napisom v spomin na prenovo
- Vzhodna stran
- Kompleks nad Mesinskim prelivom